# Nautilocalyx biserrulatus
Nautilocalyx biserrulatus är en tvåhjärtbladig växtart som beskrevs av Kriebel. Nautilocalyx biserrulatus ingår i släktet Nautilocalyx och familjen Gesneriaceae. Inga underarter finns listade i Catalogue of Life.